# Франклін (округ, Міссісіпі)
Шаблон:StateAbbr_ 31°29′ пн. ш. 90°54′ зх. д. / 31.48° пн. ш. 90.9° зх. д.
Округ  Франклін (англ. Franklin County) — округ (графство) у штаті Міссісіпі, США. Ідентифікатор округу 28037.

## Історія
Округ утворений 1809 року.

## Демографія
За даними перепису 
2000 року 
загальне населення округу становило 8448 осіб, усе сільське.
Серед мешканців округу чоловіків було 4054, а жінок — 4394. В окрузі було 3211 домогосподарств, 2337 родин, які мешкали в 4119 будинках.
Середній розмір родини становив 3,13.
Віковий розподіл населення поданий у таблиці:
| Стать    | До 15 років | 15-21 | 22-29 | 30-39 | 40-49 | 50-65 | 65-85 | Понад 85 |
| -------- | ----------- | ----- | ----- | ----- | ----- | ----- | ----- | -------- |
| Чоловіки | 970         | 468   | 348   | 498   | 644   | 610   | 476   | 40       |
| Жінки    | 865         | 477   | 394   | 560   | 671   | 659   | 639   | 129      |

## Суміжні округи
- Джефферсон — північ
- Лінкольн — схід
- Емайт — південь
- Вілкінсон — південний захід
- Адамс — захід

## Виноски
1. ↑  U.S. Decennial Census. United States Census Bureau. Архів оригіналу за 26 квітня 2015. Процитовано 3 листопада 2014.
2. ↑  Historical Census Browser. University of Virginia Library. Архів оригіналу за 11 серпня 2012. Процитовано 3 листопада 2014.
3. ↑  Population of Counties by Decennial Census: 1900 to 1990. United States Census Bureau. Процитовано 3 листопада 2014.
4. ↑  Census 2000 PHC-T-4. Ranking Tables for Counties: 1990 and 2000 (PDF). United States Census Bureau. Процитовано 3 листопада 2014.
5. ↑  State & County QuickFacts. United States Census Bureau. Архів оригіналу за 7 червня 2011. Процитовано 3 вересня 2013. [Архівовано 2011-06-07 у Wayback Machine.](англ.) Наведено за англійською вікіпедією.
6. ↑  American FactFinder. Бюро перепису населення США. Архів оригіналу за 26 лютого 2012. Процитовано 31 січня 2008. [Архівовано 2008-05-21 у Wayback Machine.]

| США | Це незавершена стаття з географії США. Ви можете допомогти проєкту, виправивши або дописавши її. |